# Jy praat nog steeds my taal
Jy praat nog steeds my taal is het album van de sinds maart 2006 beroemde Zuid-Afrikaanse zanger Bok van Blerk. Het album kwam in maart 2006 uit onder de naam Bok van Blerk en die Mossies maar door omstandigheden werd het album in oktober 2006 opnieuw uitgebracht onder de naam De la Rey van Bok van Blerk (zonder die Mossies). De la Rey is het populairste lied op het album. Het is het eerste album van de zanger.

## Inhoud
1. De la Rey
2. Jy praat nog steeds my taal
3. Vodka en OJ
4. Hatfield Jol
5. Die Bok kan blêr
6. Lenteblomme
7. So waai die wind
8. Stuk van jou
9. Op Walvisbaai
10. '68 Chevy
11. Katie
12. Girls in bikini's
13. Habana!